# Danilova (cràter)
Danilova és un cràter d'impacte en el planeta Venus de 48,8 km de diàmetre. Porta el nom de Maria Danilova (1793-1810), ballarina de ballet russa, i el seu nom va ser aprovat per la Unió Astronòmica Internacional el 1991.